# Mnium subpunctatum
Mnium subpunctatum là một loài Rêu trong họ Mniaceae. Loài này được Cardot & Broth. mô tả khoa học đầu tiên năm 1923.